# بندر بریزبین
بندر بریزبین (به انگلیسی: Port of Brisbane) یک بندر و حومه شهر در استرالیا است که در شهر بریزبن واقع شده‌است.